# Rhynchospora microcephala
Rhynchospora microcephala är en halvgräsart som först beskrevs av Nathaniel Lord Britton, och fick sitt nu gällande namn av Nathaniel Lord Britton. Rhynchospora microcephala ingår i släktet småag, och familjen halvgräs. Inga underarter finns listade i Catalogue of Life.